# Igor Gennadjewitsch Welitschkin
Igor Gennadjewitsch Welitschkin (russisch Игорь Геннадьевич Величкин; * 3. Juli 1987 in Magnitogorsk, Russische SFSR) ist ein russischer Eishockeyspieler, der zuletzt bis August 2020 bei Amur Chabarowsk aus der Kontinentalen Hockey-Liga (KHL) unter Vertrag gestanden und dort auf der Position des rechten Flügelstürmers gespielt hat.

## Karriere
Igor Welitschkin begann seine Karriere als Eishockeyspieler in seiner Heimatstadt in der Nachwuchsabteilung des HK Metallurg Magnitogorsk, für dessen zweite Mannschaft er von 2003 bis 2006 in der drittklassigen Perwaja Liga aktiv war. Gegen Ende der Saison 2005/06 gab er zudem sein Debüt für die Profimannschaft des HK Lada Toljatti in der russischen Superliga. In der folgenden Spielzeit gewann der Flügelspieler mit dem HK Metallurg Magnitogorsk den russischen Meistertitel. Zu diesem Erfolg trug er mit zwei Toren und drei Vorlagen in insgesamt 33 Spielen bei. In der Saison 2007/08 kam er jedoch nur noch zu weiteren drei Superliga-Einsätzen für Metallurg, während er die gesamte restliche Spielzeit bei der zweiten Mannschaft in der Perwaja Liga verbringen musste.
Von 2008 bis 2010 spielte Welitschkin für den HK Traktor Tscheljabinsk in der neu gegründeten Kontinentalen Hockey-Liga. Beim HK Traktor begann er auch die Saison 2010/11, wechselte jedoch bereits nach nur drei Spielen innerhalb der KHL zu Witjas Tschechow, ehe er im Dezember 2011 zum Ligarivalen Awtomobilist Jekaterinburg transferiert wurde. Im August 2012 wurde sein laufender Vertrag durch Awtomobilist aufgelöst.
Wenige Tage später wurde Welitschkin vom HK Sibir Nowosibirsk verpflichtet und absolvierte in der Spielzeit 2012/13 nur 12 KHL-Partien für Sibir. Zu Beginn der folgenden Spielzeit stand er erneut bei Awtomobilist unter Vertrag, wurde aber zunächst ausschließlich beim Farmteam Sputnik Nischni Tagil eingesetzt. Mitte September 2013 wechselte er daher zu Metallurg Nowokusnezk, für den er insgesamt 26 Pflichtspiele absolvierte. Im September 2014 kehrte er für ein Jahr zum HK Traktor zurück und spielte anschließend je eine Saison für Awtomobilist Jekaterinburg und Kunlun Red Star. Zwischen 2017 und 2020 stand der Russe drei Jahre lang in Diensten von Amur Chabarowsk, ehe er im Rahmen eines Spielertransfers im August 2020 erneut zu Traktor Tscheljabinsk wechselte. Seinen Vertrag ließ er in Folge des Wechsels auflösen.

### International
Für Russland nahm Welitschkin an der U18-Junioren-Weltmeisterschaft 2005 teil. Im Turnierverlauf bereitete er in sechs Spielen zwei Tore vor.

## Erfolge und Auszeichnungen
- 2007 Russischer Meister mit dem HK Metallurg Magnitogorsk

## KHL-Statistik
(Stand: Ende der Saison 2019/20)